# Još se sjećam jedne žene
Još se sjećam jedne žene je sedmi album hrvatskog pjevača Dražena Zečića. Izdan je u suizdanju izdavača Vjeverice i Croatia Recordsa.
U Hrvatskoj je album prodan u platinastoj nakladi.

## Popis pjesama
1. Ako mi ikad slomiš srce
2. Žao mi je, nisam htio
3. Da sam znao
4. Oprosti mi
5. Još se sjećam jedne žene
6. Bez tebe
7. Kad mi netko tebe spomene
8. Nikada nisam molio sudbu
9. Poker

Ovaj album je polučio uspješnice "Žao mi je, nisam htio", "Još se sjećam jedne žene'" i "Kad mi netko tebe spomene".
1. ↑  Dražen Zečić- JEDAN OD NAJPRODAVANIJIH IZVOĐAČA. Inačica izvorne stranice arhivirana 5. lipnja 2017. Pristupljeno 13. svibnja 2025.CS1 održavanje: bot: nepoznat status originalnog URL-a (link)